# Бранко Бајић
Бранко Бајић (Нови Сад, 8. јул 1911 — Нови Сад, 19. новембар 1942) био је адвокат, новинар, књижевник, комунистички револуционар и учесник Народноослободилачке борбе.

## Биографија
Бранко Бајић је рођен 8. августа 1911. године у Новом Саду, вероватно у кући која се налази у Милетићевој улици под бр. 20. Отац му је био Томислав Бајић, директор Бачке банке, оснивач и директор Командитно друштво за промет некретнина. Припадао је Социјалдемократској партији и сарађивао је у социјалистичком листу Слобода. Погинуо је несрећеним случајем септембра 1929. године. Мајка му је била учитељица, Славица Малин, удато Бајић, једна од првих есперантиста у Војводини.
Основну школу и гиманзију завршио је у Новом Саду. Године 1929. уписао је студије права у Београду, а студије је наставио у Инзбруку у Аустрији, а завршио у Загребу. Током школовања и студирања бавио се писањем, његови радови махом нису сачувани.
Као ђак сарађивао је у Књижевном северу, Венцу, Младости, а касније је писао у Летопису, Годишњаку и Гласу Матице српске, Војвођанском зборнику, Војвођанину. Уредио је Одабране песме српских песника из Војводине 1938. Био је уредник Нашег живота.
Током студија на Правном факултету приступио је револуционарном студентском покрету. Године 1937. је био један од организатора Омладинског културно-привредног покрета (ОМПОК) на простору Војводине. Овај покрет је убрзо постао значајна организација, на чији се рад могла ослонити, тада илегална, Комунистичка партија Југославије (КПЈ). Учествовао је и у организовању Омладинске матице, а 1938. године је био члан Иницијативног одбора Странке радног народа.
У чланство Комунистичке партије примљен је 1939. године и исте године укључен у састав Месног комитета КПЈ за Нови Сад. Априла 1940. године постављен је за секретара Месног комитета КПЈ за Нови Сад, а јула исте године укључен је у састав Окружног комитета КПЈ за јужну Бачку. Септембра 1940. године на Шестој покрајинској конференцији КПЈ за Војводину изабран је члана Покрајинског комитета КПЈ за Војводину. Исте године је као адвокат пред судом успешно брано 30 комуниста, међу којима је био и Жарко Зрењанин, секретар ПК КПЈ за Војводину.
Уочи избијања рата Бајић је, као млад адвокат, у Петровграду (садашњи Зрењанин), веома успешно бранио  на суду комунисте, међу којима су процесуирани Жарко Зрењанин и Тоза Марковић, челници комуниста у Војводини. У Комунистичку партију Југославије је Бајић примљен још током студија на Правном факултету у Загребу, а по доласку у Нови Сад активно се укључио у рад Планинарског друштва „Фрушка гора“ чији су чланови Фото секције, на Светској изложби у Паризу 1937. године, освојили Гран при, до сада највеће освојено признање у историји југословенске и српске фотографије.
После Априслког рата и окупације Краљевине Југославије, 1941. године био је један од организатора устанка у Војводини. Новембра 1941. године укључен је у састав Бироа Покрајинског комитета КПЈ за Војводину. У јесен 1942. године постављен је за председника Покрајинског Народноослободилачког одбора Војводине и уредника листа „Слободна Војводина“.
Оженио се Миром Толмачевом из Новог Бечеја, али је морао брзо да се склони у илегалу па се крио у Будимпешти све до повратка и покретања штампања „Слободне Војводине“. Мира му је родила ћерку коју није видео јер је погинуо у окршају, у илегалној штампарији. После рата Мира Толмачев се удала за генерала Рукавину који је у првим данима ослобођеног Новог Сада био командант Војне управе.
Мађарска полиција је 19. новембра 1942. године открила базу Покрајинског комитета КПЈ за Војводину у Новом Саду, у којој су се налазили Светозар Марковић Тоза и Бранко Бајић. Они су тада пружили оружани отпор полицији. После краће борбе, Бранко је погинуо, а Тоза је био тешко рањен, ухваћен и касније убијен.
Једна улица у новосадском насељу Детелинара носи његово име. Музеј социјалистичке револуције Војводине (данас Музеј Војводине) је 1975. године у оквиру едиције „Социјалистичка мисао у Војводини“ издао „Сабране списе Бранка Бајића“ које је приредио историчар Живан Милисавац.
Током педесетих година 20. века па до укидања 1993. године новосадски фото-кино клуб носио је име Бранка Бајића.
Дневни лист Дневник додељивао је годишњу награду „Бранко Бајић“ за најбоља новинарска остварења.

## Галерија
- Родна кућа Бранка Бајића, Милетићева улица, Нови Сад
- Спомен плоча на кући где је штампан први број "Слободне Војводине" и где је убијен Бранко Бајић
- Кућа у којој је штампан први број "Слободне Војводине" и место где је Бранко Бајић убијен
- Први број "Слободне Војводине" чији је један од покретача био Бранко Бајић